# Severobulgarska 1944
La Severobulgarska 1944 fu la 20ª edizione della massima serie del campionato bulgaro di calcio. Sospesa per l'invasione russa del paese, non fu mai portata a termine.

## Formula
Come nella stagione precedente venne disputata una prima fase regionale. I 21 comitati (alcuni dei quali comprendenti territori appena conquistati dalla Bulgaria nell'ambito della seconda guerra mondiale) organizzarono il proprio girone al termine del quale il vincitore (o più squadre in alcuni e nessuna in quelli meno competitivi) fu ammesso alle finali nazionali.
Le 26 squadre ammesse disputarono la fase ad eliminazione diretta con partite di sola andata nei primi due turni e con andata e ritorno nei rimanenti.
Furono disputati solamente i primi due turni, dopodiché l'Armata rossa invase la Bulgaria trasformandola in un campo di battaglia della Seconda guerra mondiale.

## Fase finale

### Primo turno
| Squadra 1             | Totale | Squadra 2                        | Andata | Ritorno |
| --------------------- | ------ | -------------------------------- | ------ | ------- |
| Šipčenski Sokol Varna | 2 - 0  | ŽSK Varna                        | 1 - 0  | 1 - 0   |
| Orel-Čegan 30 Vratsa  | 6 - 7  | Knjaz Simeon Tarnovski Pavlikeni | 3 - 3  | 3 - 4   |
| ŽSK Plovdiv           | 5 - 3  | PFC Botev Plovdiv                | 3 - 1  | 2 - 2   |
| Botev Jambol          | 8 - 3  | ŽSK Stara Zagora                 | 5 - 1  | 3 - 2   |
| Slavia Dupnica        | 8 - 6  | Makedonska Slava Gorna Džumaja   | 4 - 2  | 4 - 4   |
| Levski Dobrič         | 5 - 1  | Vihar Silistra                   | 2 - 1  | 3 - 0   |
| Momčil Junak Kavala   | 4 - 1  | Bălgarija Haskovo                | 1 - 1  | 3 - 0   |
| PFC Levski Sofia      | 5 - 3  | PFC Slavia Sofia                 | 4 - 3  | 1 - 0   |
| Benkovski Sofia       | 10 - 2 | AS 23 Sofia                      | 3 - 1  | 7 - 1   |

### Secondo turno
Knjaz Simeon, Botev Jambol e Momčil Junak Kavala rinunciarono a proseguire nella manifestazione qualificando al turno successivo le squadre sconfitte, tranne l'Orel-Čegan che rinunciò anch'esso.
| Squadra 1         | Totale | Squadra 2             | Andata | Ritorno |
| ----------------- | ------ | --------------------- | ------ | ------- |
| Viktoria 23 Vidin | 2 - 12 | PFC Levski Sofia      | 2 - 9  | 0 - 3   |
| Benkovski Sofia   | 9 - 0  | Slavia Dupnica        | 6 - 0  | 3 - 0   |
| SP 39 Pleven      | 5 - 3  | FK Etăr               | 3 - 0  | 2 - 3   |
| Makedonija Skopje | ?      | ŽSK Skopje            | 0 - 1  | ?       |
| ŽSK Plovdiv       | ?      | Bălgarija Haskovo     | 4 - 3  | ?       |
| ŽSK Stara Zagora  | 0 - 5  | Levski Burgas         | 0 - 2  | 0 - 3   |
| Levski Dobrič     | 2 - 4  | Šipčenski Sokol Varna | 2 - 1  | 0 - 3   |
| Dobrudža Ruse     | 0 - 8  | Han Kubrat Popovo     | 0 - 5  | 0 - 3   |